# Masbaraud-Mérignat
Masbaraud-Mérignat is een voormalige gemeente in het Franse departement Creuse in de regio Nouvelle-Aquitaine en telt 328 inwoners (1999). De plaats maakt deel uit van het arrondissement Guéret.

## Geschiedenis
Op 10 december 1912 werd de naam van de gemeente Mérignat gewijzigd in Masbaraud-Mérignat. De gemeente fuseerde op 1 januari 2019 met Saint-Dizier-Leyrenne tot de commune nouvelle Saint-Dizier-Masbaraud.

## Geografie
De oppervlakte van Masbaraud-Mérignat bedraagt 19,9 km², de bevolkingsdichtheid is 16,5 inwoners per km².
De gemeente omvatte de plaatsen Les Arces, Bost-Peyrusse, Chambonnaud, Combe-du-Moulin, Les Fayes, Fontelune, Langladure, Masbaraud, Masbaronnet, Mas-Cluzeaud, Mérignat, Montalescot, Perlaurière, Pont-de-la-Chassagne, Saint-Michel, Le Verger, Villette.
De onderstaande kaart toont de ligging van Masbaraud-Mérignat met de belangrijkste infrastructuur en aangrenzende gemeenten.

## Demografie
Onderstaande figuur toont het verloop van het inwonertal.

## Geboren
- Raymond Poulidor (1936-2019), Frans wielerkampioen